# マーナガルム
マーナガルム(Mánagarmr)は北欧神話に登場する狼である。その名前は「月の犬」を意味し、持ち主は魔女イアールンヴィジュルである。
『スノッリのエッダ』第一部『ギュルヴィたぶらかし』で、次のような紹介がされている。
人間の国ミズガルズの東にある森イアールンヴィズに1人の女巨人が住んでおり、他にイアールンヴィジュルという魔女たちも住んでいる。女巨人がたくさんの巨人を産んだが、それはみな狼の姿であった。天空で太陽を追う狼スコル、月を追う狼ハティも、これらの狼から由来している。この一族中で最強の狼がマーナガルムである。すべての死者の肉を腹に満たし、月を捕獲して、天と空に血を塗る。そのために太陽が光を失ってしまう。

## ハティとの関係
マーナガルムはしばしば、月を追いかけるとされる狼ハティと同一視され、ハティの別名がマーナガルムだともいわれている。
しかし、アクセル・オルリックは『古エッダ』の『グリームニルの言葉』第39節にある、「森に太陽が沈むまで追いかける狼はスコル、ハティは天の花嫁（太陽）の前を走る」という節について、太陽の前を走ることと月を追いかけることは同じではないと指摘している。

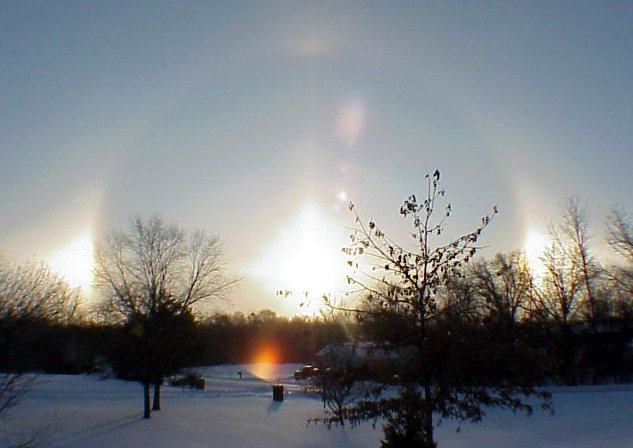
太陽の両側の光が幻日。なお、この画像ファイル名も「December sundog-NOAA.jpg」である。

オルリックは、「太陽の前後を走る狼」とは北欧では一般的にみられる、太陽付近に光の斑点が現れる現象「幻日」をさしていると述べている。また、この気象現象の民俗的な呼称は、デンマークやノルウェーでは「太陽狼」であり、スウェーデンではそれとともに同義の「solvarg」も使うと述べている。イギリスやアメリカでも、「sun-dog」といった名称で呼ばれることがあるという。この「2頭の太陽狼」という表象は広く行き渡っていて、たとえばアイスランドの農民はこの現象を「太陽が狼の挟みつけに遭う」つまり「両側から狼に襲われる」と表現するという。
対して、北欧の民俗信仰に「月を飲み込む狼」は存在していないため、このマーナガルムはスノッリ・ストゥルルソンが『グリームニルの言葉』の当該箇所を誤解したことに由来していると、オルリックは考えている。